# 공학 연구소
공학 연구소(영어:Engineering Bay)는 스타크래프트 종족인 테란의 건물이다. 테란의 기본 건물 중에 하나이다.

## 특징
공학 연구소는 스타크래프트와 스타크래프트 리마스터에선 Engineering Bay란 영단어를 그대로 한글로 음역한 엔지니어링 베이라고 불리며 스타크래프트 2에서는 한국어로 번역한 공학 연구소라고 불린다. 공학 연구소는 바이오닉 테란의 유닛들인 마린, 파이어뱃, 고스트, 메딕과 일꾼 유닛인 SCV의 공격력, 방어력 업그레이드에 활용되는 건물이다. 공학 연구소를 건설하는데 필요한 건물은 커맨드 센터이다. 공학 연구소는 테란의 건물 중에서 띄울 수 있는 건물 중에 하나로 이를 이용해 아군의 시야를 밝히거나 정찰하는 용도로도 사용한다. 건설하는데 필요한 자원과 시가은 미네랄:125원, 건설 시간:60초이다. 건물의 능력치는 체력:850, 기본 방어력:1의 능력치를 가지고 있다. 공학 연구소는 테란의 방어 건물 중에 하나인 미사일 터렛을 건설하는데 선행 조건인 건물이기 때문에 바이오닉 테란을 활용하지않는 테테전이나 테프전에서도 지어주는 건물이 된다. 바이오닉 테란의 공격력과 방어력 업그레이드는 기본 1단계의 업그레이드만 요구 건물이 없이 가능하며 2단계와 3단계의 업그레이드를 진행하려면 반드시 사이언스 퍼실리티까지 지어줘야 가능하다. 스타크래프트 2에서는 체력이 850으로 그대로지만 기본 방어력이 1에서 3으로 올랐으며 건설 시간도 35초로 줄었지만 전작과는 달리 스타크래프트 2의 공학 연구소는 띄울 수가 없다. 스타크래프트 2의 공학 연구소는 바이오닉 테란의 유닛인 해병, 사신, 불곰, 유령, 건설로봇, 지게로봇의 공격력과 방어력의 업그레이드를 연구하고 이외에 정밀 보안 자동추적기 연구, 신소재 강철 장갑 업그레이드, 신소재 강철틀 연구, 건물 장갑 업그레이드의 기능이 추가되었다. 스타크래프트 2에서는 과학 시설의 건물이 사라졌기 때문에 무기고가 공학 연구소의 바이오닉 테란 공격력, 방어력 2단계, 3단계 업그레이드 가능 조건이 되었다. 또한 스타크래프트 2에서는 사령부를 행성 요새로 업그레이드하는데 필수 건물이며 방어 건물인 미사일 포탑의 선행 조건의 필수 건물이기 때문에 스타크래프트 2에서 공학 연구소는 그만큼 테란의 중요한 건물로 자리잡게 되었다.

## 같이 보기
- 스타크래프트
- 테란